# Ročica (Drvanja)
Ročíca je desni pritok Drvanje pod vasjo Zgornje Verjane v severnem delu Slovenskih goric. Izvira v gozdu v dnu plitve doline pod Sv. Ano v Slovenskih goricah in teče večinoma proti jugu po dolinskem dnu, ki je bilo v preteklosti mokrotno in je zato še vedno skoraj v celoti neposeljeno. Na svoji poti dobiva z obeh strani le kratke pritoke, a ima večino časa le malo vode, še zlasti poleti in pozimi. V preteklosti je potok drobno vijugal po mokrotni ravnici, poraščeni z logi in vlažnimi travniki; na tem zemljevidu je ime potoka zapisano kot Ruczicza B.(Bach= potok)..
V okviru obsežnih melioracij ob Drvanji so tudi spodnji del njene doline spremenili v njivske površine, potok pa speljali v ravno umetno strugo skoraj brez vsakršnega obvodnega rastja. Tudi v zgornjem toku so potok regulirali in precejšen del nekdanjih travnikov spremenili v njive. V bolj ali manj naravnem stanju, z vijugastim tokom in gostim obvodnim rastjem, je Ročica ostala le v prvem kilometru toka pod izvirom ter med Spodnjimi Žerjavci in Zgornjim Porčičem.
V Zgornjih Verjanah je tik ob stari strugi Ročice Verjanska slatina, izvir mineralne vode s precejšnjo vsebnostjo ogljikovega dioksida.